# Anchon honoratus
Anchon honoratus är en insektsart som beskrevs av Capener 1968. Anchon honoratus ingår i släktet Anchon och familjen hornstritar. Inga underarter finns listade i Catalogue of Life.